# TVP World
TVP World (wcześniej pod nazwą Poland In) – całodobowy kanał informacyjny Telewizji Polskiej nadający w języku angielskim. Wystartował 18 listopada 2021 roku, zastępując internetowy kanał tematyczny Poland In.

## Początki
Początkowo projekt funkcjonował jako serwis internetowy „Poland in English” z artykułami i materiałami wideo w języku angielskim. Portal został uruchomiony wiosną 2018 roku i funkcjonował w tej formie do listopada 2018 roku. Począwszy od 11 listopada 2018 roku w 100. rocznicę odzyskania niepodległości przez Polskę, projekt został przekształcony w „Poland In”, a obok serwisu internetowego powstał internetowy kanał tematyczny Telewizji Polskiej nadający w języku angielskim o tej samej nazwie.
Pierwotna nazwa kanału stanowiła pierwszą część nazw głównych pasm programowych: Poland in News, Poland in Culture oraz Poland in History, prezentując w swoich programie serwisy informacyjne, publicystykę, informacje kulturalne, ekonomiczne, a także sportowe.
Stacja była dostępna poprzez przekaz internetowy na stronie polandin.com, w serwisie TVP Stream na całym świecie oprócz Ameryki Północnej oraz na platformach YouTube i Facebook. Nadawanie odbywało się przez 6 godzin w ciągu doby, jednak według licznych zapowiedzi w planach było uruchomienie całodobowego kanału emitowanego satelitarnie i kablowo.

## Zmiana w TVP World
Telewizja Polska wielokrotnie zapowiadała uruchomienie nowego kanału informacyjnego nadającego w języku angielskim. Początkowo planowano to uczynić w 2021 roku, a w późniejszym czasie datę startu stacji przewidywano na 1 stycznia 2022 roku. Jednakże 17 listopada 2021 roku w związku z pojawiającymi się w światowych mediach fake newsami związanych z kryzysem migracyjnym na granicy Białorusi z Unią Europejską, publiczny nadawca poinformował, że start nowego kanału nastąpi 18 listopada 2021 roku. Tego dnia, punktualnie o godzinie 8:05, kanał Poland In przekształcił się w TVP World. Program nadaje przez 24 godziny 7 dni w tygodniu.
Odbiór kanału jest możliwy na całym świecie poprzez przekaz internetowy na stronie tvpworld.com, w serwisie TVP Stream, w serwisie YouTube, w aplikacji TVP VOD dostępnej na mobilne systemy operacyjne (Android i iOS) oraz na smart TV (Tizen, WebOS, Android TV itd.), jak również w platformie hybrydowej TVP HbbTV. Ponadto sygnał kanału był transmitowany przez stację TVP Info pomiędzy godziną 1:00 w nocy, a 5:00 rano (czasu polskiego), dla widzów z innych stref czasowych, np. Stanów Zjednoczonych. Oprócz tego kanał nadawany jest drogą satelitarną za pośrednictwem satelity Eutelsat 33E na terenie Europy, Afryki Północnej oraz na Bliskim Wschodzie. Docelowo od 1 stycznia 2022 roku, kanał będzie dostępny w telewizji satelitarnej poprzez satelitę Astra 19,2E oraz w Stanach Zjednoczonych na platformie Dish Network.
Po inwazji Rosji na Ukrainę TVP World został dodany do oferty UPC oraz Orange IPTV zamiast kanału RT. 1 marca kanał zadebiutował na platformie Freeview, która jest największą platformą telewizyjną w Wielkiej Brytanii.
28 czerwca 2022 roku stacja rozpoczęła nadawanie w naziemnej telewizji cyfrowej w Estonii. Od 24 października 2022 roku do 20 marca 2023 roku stacja nadawała w naziemnej telewizji cyfrowej w Polsce na szóstym multipleksie.
2 listopada 2022 roku stacja rozpoczęła nadawanie w Austrii w ramach multipleksu C, który swój zasięg obejmuje Wiedeń oraz sąsiadujące jej tereny Dolnej Austrii oraz Burgenlandu. 6 marca 2023 roku stacja rozpoczęła nadawanie na słowackiej platformie Antik Sat razem z kanałami TVP Info i TVP Polonia, który jest dostępny dla użytkowników dekoderów hybrydowych. 1 czerwca 2023 roku sygnał stacji został udostępniony i można oglądać bezpłatnie w serwisie internetowym i aplikacji TVP VOD.
20 grudnia 2023 roku zawieszono emisję stacji, a w miejscu kanału zaczęto nadawać sygnał TVP Polonia. 5 lutego 2024 roku ogłoszono, że TVP World za jakiś czas wznowi nadawanie. Dyrektorem kanału został Jerzy Kamiński, zastępując Filipa Styczyńskiego. 8 lutego 2024 roku serwis Wirtualne Media poinformował, że programy kanału będą emitowane z byłej siedziby Telewizyjnej Agencji Informacyjnej w dawnym studiu Panoramy i Teleexpressu. Od marca 2024 Michał Broniatowski pełni funkcję dyrektora TVP World. 11 marca wznowiono emisję stacji, w którym został dołączony kolejno: do Canal+, FTA i Polsat Box.
W 2024 zdecydowano się na połączenie TVP World i Biełsat TV w Ośrodek Mediów dla Zagranicy, połączenie nastąpiło 3 grudnia.

## Historia logo TVP World
| Lata                                  | Nazwa             | Opis logo | Ilustracja |
| ------------------------------------- | ----------------- | --- | ---------- |
| marzec 2018 – 10 listopada 2018       | Poland in English | Czarny napis "POLAND" oraz "ENGLISH". Pomiędzy nimi biały, pogrubiony napis "IN" w czerwonym kwadracie.                                                                         |            |
| 11 listopada 2018 – 18 listopada 2021 | Poland In         | Czarny, pogrubiony napis "POLAND" oraz "IN", pomiędzy napisami błękitna strzałka. Po prawej stronie czerwony prostokąt z białym wcięciem po lewej stronie w kształcie strzałki. |            |
| od 18 listopada 2021                  | TVP World         | Na granatowym tle obecne logo TVP z kratkami, po prawej stronie stylizowany napis "WORLD". Litera "O" jest podzielone na dwie części.                                           |            |

## Kierownictwo
Szefem zespołu serwisu Poland In był Filip Styczyński.
Funkcję dyrektora TVP World objął w roku 2021 Marcin Darmas, a jego zastępcami zostali Filip Styczyński i Dawid Wildstein. Na szefa serwisu mianowano Grzegorza Kuczyńskiego.
W 2022 roku funkcję dyrektora stacji objął ponownie Filip Styczyński. Wicedyrektorem został mianowany Paweł Pietkun. Styczyński został zwolniony po zawieszeniu nadawania stacji i został zastąpiony Jerzym Kamińskim.
W marcu 2024 roku doszło do kolejnej zmiany na stanowisku dyrektora, tym razem został nim Michał Broniatowski.

## Prezenterzy
Prezenterami TVP World są między innymi Sascha Fahrbach, Donald Arleth, Jonasz Rewiński, Anna Jabłońska, David Kennedy, Ashim Kumar, Benjamin Lee, Jan Darasz, Sally Jastrzębska, Maciej Mikos, Konrad Gorliński, Alex Sumlińska, Izabela Muczyńska, Aleksandra Marchewicz i Anna Kalczyńska. Programy prowadzili także Michał Rachoń i Karolina Pajączkowska.